# Konstantín Andréyev
Konstantín Andréyev (en ruso: Константин Андреев, conocido como Kostia Andréyev; San Petersburgo, 1 de enero de 1993) es un deportista ruso que compite en ciclismo en la modalidad de BMX estilo libre, especialista en la prueba de parque. Ganó una medalla de bronce en el Campeonato Europeo de Ciclismo BMX Estilo Libre de 2021.

## Palmarés internacional
| Campeonato Europeo | Campeonato Europeo | Campeonato Europeo | Campeonato Europeo |
| Año                | Lugar              | Medalla            | Competición        |
| ------------------ | ------------------ | ------------------ | ------------------ |
| 2021               | Moscú (Rusia)      | Medalla de bronce  | Parque             |